# Roberto Hernández Cornejo
José Roberto Hernández Cornejo (Melipilla, Chile; 18 de diciembre de 1877-Valparaíso, Chile; 11 de enero de 1966), fue un periodista, historiador y bibliófilo chileno. Su interés fue siempre la investigación de noticias poco conocidas del pasado, para escribir crónicas históricas locales. 

## Biografía
Nació en Melipilla, el 18 de diciembre de 1877. Fue el segundo de los 16 hermanos nacidos del matrimonio conformado por Wenceslao Hernández y Natalia Cornejo. Hizo sólo dos años de estudios primarios; de ahí en adelante continuó profundizando sus conocimientos como autodidacta. Se inició a los diecisiete años en distintos periódicos de Melipilla, entre ellos La Constitución, El Deber y La Unión.
Llegó a Santiago en marzo de 1902. Allí conoció Miguel León Prado, Pedro Subercaseaux y Pedro Belisario Gálvez, quien lo incorporó al diario El Chileno, en la época en que su director y dueño era Enrique Delpiano. Compartió tertulias culturales con Augusto Orrego Luco, Julio Vicuña Cifuentes, Enrique Matta Vial y otros. Cubrió sesiones del Parlamento, frecuentó el Teatro Municipal. Utilizó las páginas de El Chileno para difundir obras literarias nacionales, al mismo tiempo que participaba en campañas editoriales y reclamos de justicia ante la autoridad.
Tras el terremoto de Valparaíso en 1906, a los 29 años, asumió la dirección de El Chileno de Valparaíso. Desde esta ciudad bullente de actividad cultural y comercial, informó hechos y revueltas, como la matanza de Santa María de Iquique.
Desde el 1 de julio de 1915 y hasta 1954, se integró como redactor de crónicas al diario La Unión de Valparaíso, en los tiempos en que Egidio Poblete era su director. Este período, fue extraordinariamente fértil en estudios, artículos y publicación de libros. En 1917 se incorporó a la Biblioteca Pública Departamental N° 1 de Valparaíso, actual Biblioteca Santiago Severín, donde se desempeñó como subdirector jefe y luego como conservador hasta su jubilación en 1953.
Roberto Hernández fue miembro correspondiente a la Real Academia de la Historia de Madrid (1921); de la Academia Chilena correspondiente de la Real Academia Española (1940) y, miembro honorario de Academy of American Franciscan History de Washington (1953).
Roberto Hernández Cornejo falleció a los 89 años de edad, en su casa de Playa Ancha, Valparaíso, el 11 de enero de 1966.

## Honores
Actualmente, sus descendientes formaron una Fundación (enlace roto disponible en Internet Archive; véase el historial, la primera versión y la última). encargada de la difusión de su obra y conservación de su archivo que se encuentra dividido entre la Fundación, la Pontificia Universidad Católica de Valparaíso y la Universidad de Tarapacá.

## Obras
Entre sus principales obras se encuentran: 
- Álbum Valparaíso panorámico[3][4]
- El salitre[5]
- Los primeros teatros de Valparaíso[6]
- Camilo Henríquez y la publicación de la Aurora de Chile.[7]